# Samuel Geoghegan

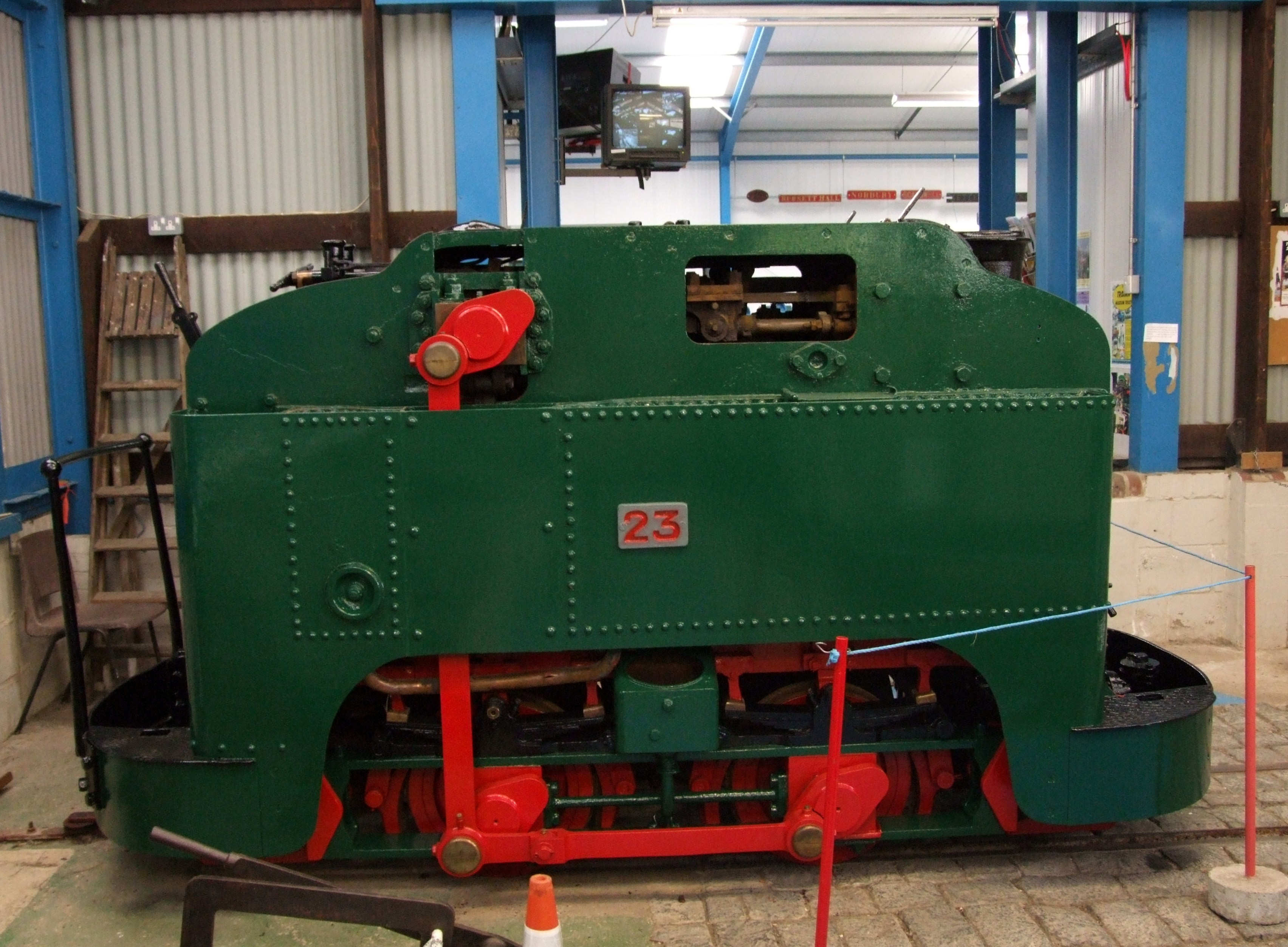
Samuel Geoghegans Dampflok Nr. 23 bei der Amberley Museum Railway

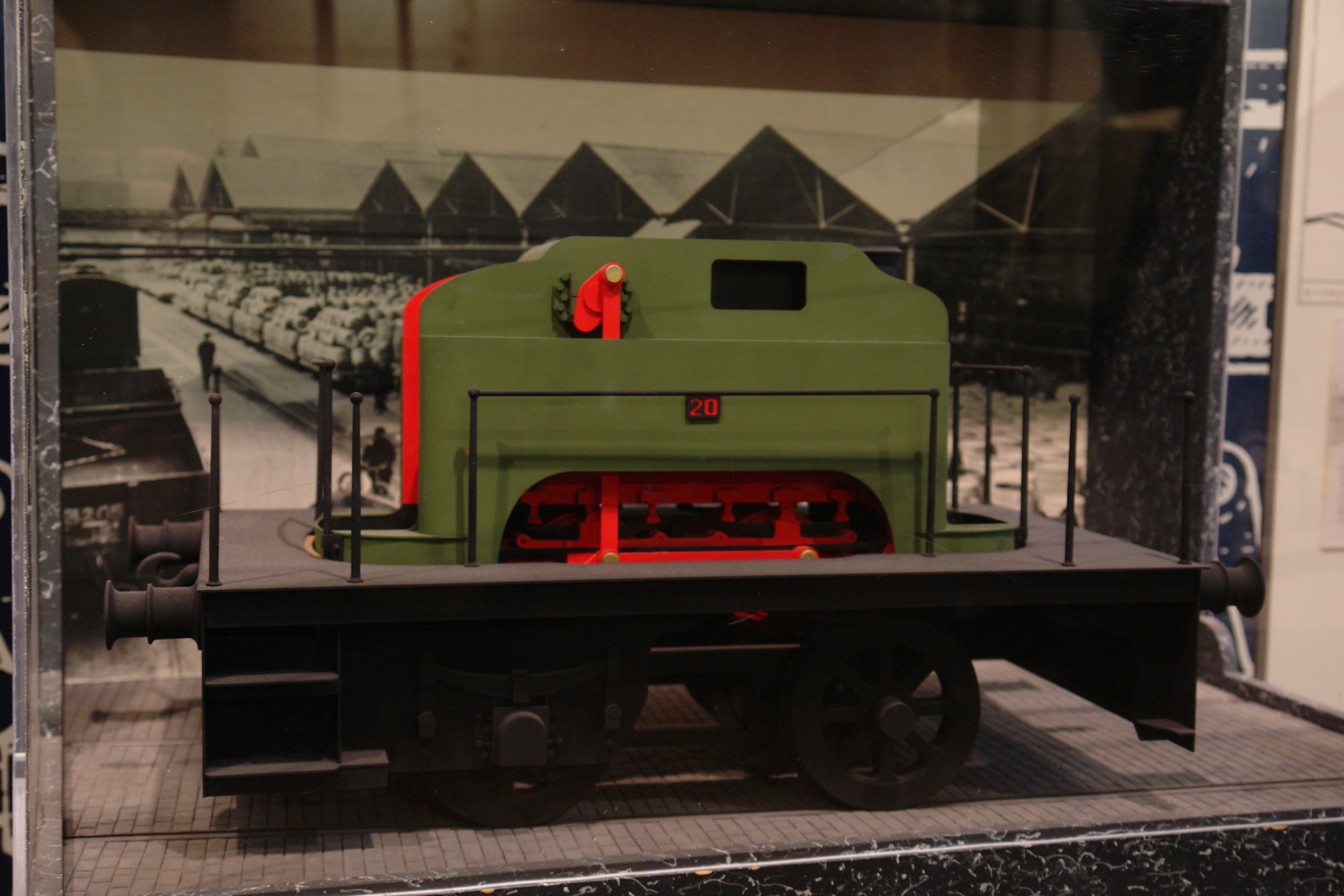
Modell von Samuel Geoghegans Haulage Wagon und Dampflok Nr. 20 der Guinness-Brauerei im Ulster Transport Museum

Samuel Geoghegan (* 1845 in Dublin; † 4. September 1928) war ein irischer Ingenieur.

## Leben und Karriere
Samuel Geoghegan war 1861, laut dem Englischen Zensus dieses Jahres, ein Schüler des Schulmeisters Richard Biggs in Devizes, Wiltshire. Er absolvierte danach eine Lehre bei der Maschinenbaufirma Walter May & Co in Birmingham und wurde danach technischer Zeichner bei P. and W. MacLelland sowie Howden & Co in Glasgow. Dann arbeitete er als Mechaniker bei Fawcett, Preston & Co in Liverpool.
1869 zog er nach Smyrna in der Türkei um, um dort als Mechaniker und technischer Zeichner bei der Ottomanischen Eisenbahn zu arbeiten. Zwei Jahre später kehrte er nach England zurück, um als Mechaniker bei den Doncaster Locomotive Works der Great Northern Railway zu arbeiten.
1871 ging er nach Indien, um dort beim Bau der Brücke über den Chenab zunächst als Assistant Engineer und später als Executive Engineer mit Zuständigkeit für eine Hälfte der Brücke zu arbeiten. Danach war er für ein Jahr District Locomotive Superintendent bei der Eisenbahn in der Nähe von Delhi.
Ab 1874 war er Chief Engineer bei der Guinness-Brauerei in Dublin und hielt diese Position bis 1901, als er beratender Ingenieur dieser Firma wurde. 1880 wurde er Mitglied der Institution of Mechanical Engineers.
Im Jahr 1882 erfand und patentierte er eine Leichtbau-Dampflok, bei der alle beweglichen Teile weit oberhalb des oft schmutzigen Bodens gelagert waren, und die in ein vorgegebenes Lichtraumprofil mit 6 ft (1,8 m) Höhe passte. Er erfand außerdem den Haulage Wagon, einen Adapterwagen, mit dem die Schmalspurloks auf Breitspurgleisen fahren konnten.
1899 war er schließlich elektrischer und mechanischer Leiter der Guinness-Brauerei. Er wurde am 9. Juli 1901 im Alter von 56 Jahren pensioniert, aber behielt bis 11. Februar 1905 eine beratende Rolle ein. Nach seiner Pensionierung führte er ein privates Ingenieurbüro in der 17 Westland Row von Dublin.
Er heiratete 1876 und hatte fünf Kinder. Er starb am 4. September 1928.